# 2015 au Liban
Chronologie du Liban
- 2011
- 2012
- 2013
- 2014
- 2015
- 2016
- 2017
- 2018
- 2019

## Événements
- Février : suite de l'élection présidentielle.
- 12 novembre : un double attentat-suicide fait plus de 40 morts à Beyrouth[1].

## Décès en 2015
- Jeudi 1er janvier : Omar Karamé, homme politique, Premier ministre du Liban (1990-1992, 2004-2005)